# 버크민스터풀러렌
버크민스터풀러렌(Buckminsterfullerene,C60) 또는 버키볼(buckyball)은 공 모양의 풀러렌으로, 버크민스터 풀러에서 이름을 따왔다. 탄소 원자 60개가 육각형 20개와 오각형 12개로 이루어진 축구공 모양(깎은 정이십면체)으로 연결되어 있다.
1985년, 라이스 대학교의 해럴드 크로토와 제임스 R. 히스, 션 오브라이언, 로버트 컬, 리처드 스몰리 등에 의해 처음 합성이 시도되었다. 크로토와 컬, 스몰리는 버크민스터플러렌 등의 분자를 발견한 공로로 1996년 노벨 화학상을 수상했다.

## 갤러리

버크민스터플러렌(Buckminsterfullerene) C60의 회전 보기

## 참고 문헌
- Katz, E. A. (2006). 〈Fullerene Thin Films as Photovoltaic Material〉.   Sōga, Tetsuo. 《Nanostructured materials for solar energy conversion》. Elsevier. 361–443쪽. ISBN 978-0-444-52844-5.

## 추천 문헌
- Kroto, H. W.; Heath, J. R.; O'Brien, S. C.; Curl, R. F.; Smalley, R. E. (November 1985). “C60: Buckminsterfullerene” (PDF). 《Nature》 318 (14): 162. Bibcode:1985Natur.318..162K. doi:10.1038/318162a0. – describing the original discovery of C60
- Hebgen, Peter; Goel, Anish; Howard, Jack B.; Rainey, Lenore C.; Vander Sande, John B. (2000). “Fullerenes and Nanostructures in Diffusion Flames” (PDF). 《Proceedings of the Combustion Institute》 28: 1397–1404. doi:10.1016/S0082-0784(00)80355-0. – report describing the synthesis of C60 with combustion research published in 2000 at the 28th International Symposium on Combustion